# Diga di Bonneville

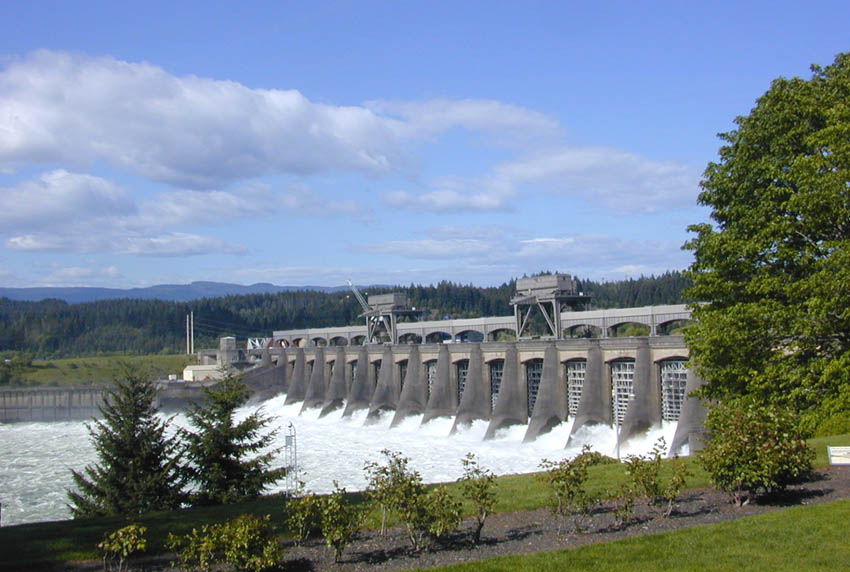
La diga di Bonneville

La diga di Bonneville è uno sbarramento artificiale degli Stati Uniti d'America sul fiume Columbia. Si trova tra l'Oregon e il Washington, nel nordovest del Paese.